# Békás-patak (Kolozsvár)
A Békás-patak (románul: Becaș) Kolozsvár keleti részén található kis vízfolyás, a Kis-Szamos jobb oldali mellékága. A patak hossza körülbelül 9 km, vízgyűjtő területe pedig körülbelül 44 km².
A pataknak nincs jól meghatározható forrása, inkább több kisebb vízér és csatorna összeolvadásából keletkezik a város délkeleti részén, amelyet szintén Békásként ismernek (Békás-negyed). A patak a Györgyfalvi-negyed és Szopori-negyed lakónegyedeken halad át, majd Szamosfalva közelében ömlik a Kis-Szamosba.
A 2020-as években a Békás-patak vízminősége és környezeti állapota több figyelmet kapott. Városi terjeszkedés, építkezési törmelék, valamint illegális hulladéklerakás okozza a szennyeződést.